# Los Chaves
Los Chaves és una concentració de població designada pel cens dels Estats Units a l'estat de Nou Mèxic. Segons el cens del 2000 tenia 5.033 habitants.

## Demografia
Segons el cens del 2000, Los Chaves tenia 5.033 habitants, 1.764 habitatges, i 1.365 famílies. La densitat de població era de 189,8 habitants per km².
Dels 1.764 habitatges en un 40,1% hi vivien nens de menys de 18 anys, en un 58,7% hi vivien parelles casades, en un 13,2% dones solteres, i en un 22,6% no eren unitats familiars. En el 17,2% dels habitatges hi vivien persones soles el 5,4% de les quals corresponia a persones de 65 anys o més que vivien soles. El nombre mitjà de persones vivint en cada habitatge era de 2,85 i el nombre mitjà de persones que vivien en cada família era de 3,21.
Per edats la població es repartia de la següent manera: un 30% tenia menys de 18 anys, un 7,4% entre 18 i 24, un 30,5% entre 25 i 44, un 23,5% de 45 a 60 i un 8,6% 65 anys o més.
L'edat mediana era de 35 anys. Per cada 100 dones de 18 o més anys hi havia 95,4 homes.
La renda mediana per habitatge era de 38.228 $ i la renda mediana per família de 40.896 $. Els homes tenien una renda mediana de 32.278 $ mentre que les dones 22.537 $. La renda per capita de la població era de 16.092 $. Aproximadament el 13,1% de les famílies i el 15,8% de la població estaven per davall del llindar de pobresa.

## Poblacions més properes
El següent diagrama mostra les poblacions més properes.